# Бушетина
Бушетина (хорв. Bušetina) — населений пункт у Хорватії, у Вировитицько-Подравській жупанії у складі громади Шпишич-Буковиця.

## Населення
Населення за даними перепису 2011 року становило 815 осіб.
Динаміка чисельності населення поселення:

## Клімат
Середня річна температура становить 11,62 °C, середня максимальна – 26,94 °C, а середня мінімальна – -5,83 °C. Середня річна кількість опадів – 770 мм.
| Клімат поселення                              | Клімат поселення | Клімат поселення | Клімат поселення | Клімат поселення | Клімат поселення | Клімат поселення | Клімат поселення | Клімат поселення | Клімат поселення | Клімат поселення | Клімат поселення | Клімат поселення | Клімат поселення |
| Показник                                      | Січ.             | Лют.             | Бер.             | Квіт.            | Трав.            | Черв.            | Лип.             | Серп.            | Вер.             | Жовт.            | Лист.            | Груд.            |                  |
| Середній максимум, °C                         | 6,15             | 8,43             | 13,14            | 17,78            | 22,99            | 26,94            | 25,90            | 24,85            | 20,33            | 15,35            | 9,94             | 4,95             |                  |
| Середня температура, °C                       | 0,16             | 2,43             | 7,15             | 11,80            | 17,01            | 20,94            | 22,33            | 21,28            | 16,76            | 11,79            | 6,37             | 1,39             |                  |
| Середній мінімум, °C                          | −5,83            | −3,55            | 1,15             | 5,82             | 11,01            | 14,96            | 18,76            | 17,72            | 13,20            | 8,23             | 2,81             | −2,18            |                  |
| Норма опадів, мм                              | 45               | 40               | 48               | 61               | 75               | 89               | 74               | 78               | 65               | 64               | 75               | 56               |                  |
| Середньомісячна швидкість вітру, м/с          | 2.20             | 2.50             | 2.80             | 2.70             | 2.40             | 2.20             | 2.20             | 1.99             | 2.00             | 2.00             | 2.20             | 2.25             |                  |
| Середньомісячна сонячна радіація, кДж/м²·день | 4087             | 6881             | 10752            | 15241            | 19320            | 21423            | 22171            | 19691            | 14569            | 8984             | 4617             | 3370             |                  |
| --------------------------------------------- | ---------------- | ---------------- | ---------------- | ---------------- | ---------------- | ---------------- | ---------------- | ---------------- | ---------------- | ---------------- | ---------------- | ---------------- | ---------------- |
| Джерело:                                      |                  |                  |                  |                  |                  |                  |                  |                  |                  |                  |                  |                  |                  |